# Bolbocerosoma tumefactum
Bolbocerosoma tumefactum es una especie de coleóptero de la familia Geotrupidae.

## Distribución geográfica
Habita en Estados Unidos.